# Сьотакон

Обкладинка першого тому Shounen Ai no Bigaku, однієї з найпопулярніших шотаконних манґ

Сьотакон (яп. ショタコン сьотакон; іноді «шотакон» або просто «шота») — жанр манґи й аніме, який зображає романтичні й сексуальні відносини за участю маленьких хлопчиків. Умовно поділяється на сьотакон і стрейт-сьотакон (гомосексуальні і гетеросексуальні відносини відповідно). У порівнянні з лоліконом є менш популярним, що пояснюється більшою гетеросексуальною аудиторією чоловіків.
На відміну від «яою» і «сьонен-аю», цільовою аудиторією сьотакону є чоловіки, в основному так звані «бойлавери» («boy» — хлопчик, юнак; «love» — любити), а не дівчата і жінки, тому сьотакон менш орієнтований на чуттєві і драматичні моменти, і більше спрямований на фізіологічні, хоча сюжетної межі між сьотаконом і яоєм немає (бувають сьотаконні роботи, витримані в традиційній яойній стилістиці). Ще більш розмитою є межа між сьотаконом і сьонен-аєм.
Вельми частою тематикою сьотаконних робіт є хлопчики, що одягаються і поводяться як дівчатка. Для опису таких робіт використовуються термін англ. crossdressing джьосо (яп. 女装, дослівно:одягається жінкою).
Деякі критики стверджують, що цей жанр сприяє фактично сексуальному насильству над дітьми, в той час, як інші стверджують, що немає ніяких доказів для цього, або, що є докази зворотного[джерело?].

## Історія
Термін сьотакон утворено від скорочення виразу «комплекс Сьотаро» (яп. 正太郎 コンプレックス, сьо:таро: конпуреккусу). Сьотаро — юний персонаж манґи Tetsujin 28-go. Назву часто скорочують просто до сьота (шьота).
У 2008-му році через численні скандали з користувачами адміністрація блоґ-сервісу «Живий журнал» ввела нові правила, згідно з якими дитячою порнографією перестали вважатися малюнки, в тому числі сьотакон і лолікон .

## Приклади

### Манґа
Велика частина сьотаконної манґи публікується в спеціалізованих антологіях:
- Shounen Ai no Bigaku (яп. 少年 愛 の 美学)
- Shounen Romance (яп. 少年 浪漫)
- Shota Comi (яп. ショタコミ)
- Shounen Yuugi (яп. 少年 游戏)
- Shounen Shikou (яп. 少年 嗜好)

Але існують також і окремі повноцінні томи манґи:
- Boku no Pico
- Kousoku shounen no Susume
- Shota kingdom
- Undercover boys

### Аніме
- Boku no Pico
- Shounen Maid Kuro-kun
- Enzai
- Natsuyasumi